# 1802 en droit
Cet article présente les faits marquants de l'année 1802 en droit.

## Événements
- Canada : 
  - octobre : Henry Allcock succède à John Elmsley comme juge en chef du Haut-Canada.
- France :
  - 4 août : Sénatus-consulte organique du 16 thermidor an X dit constitution de l’an X proclamant, après acceptation par plébiscite, le consulat à vie en faveur de Napoléon Bonaparte.
- Italie : 
  - Giuseppe Gambari est nommé professeur de droit et de procédure pénale à l'Université de Bologne[1].

## Publications
- Jeremy Bentham, Traité de législation civile et pénale.

## Naissances
- 3 février : Adrien Marie Devienne, juriste et homme politique français († 9 juillet 1883).
- 4 mai : Théodore Homberg, juriste et magistrat français († 28 novembre 1885).
- 6 juillet : Louis Ranwet, juriste belge, président de chambre à la cour d'appel de Bruxelles († 20 février 1879).
- 21 août : Joseph Ortolan, criminaliste et juriste français(† 27 mars 1873).
- 24 décembre : André-Michel Guerry, juriste français, un des fondateurs de la « statistique morale », à l'origine du développement de la criminologie († 9 avril 1866).

- ?
  - Claude-Théophile Duchapt, magistrat français.(† avril 1858).